# Agylla hampsoni
Agylla hampsoni là một loài bướm đêm thuộc phân họ Arctiinae, họ Erebidae.